# Puig d'en Batlle
El Puig d'en Batlle és una muntanya de 101 metres que es troba al municipi de Garrigoles, a la comarca catalana del Baix Empordà.